# ستيفن كينغ (مستكشف)
ستيفن كينغ (بالإنجليزية: Stephen King, Jr.)‏ هو مستكشف أسترالي، ولد في 15 ديسمبر 1841، وتوفي في 8 أكتوبر 1915.

## معرض صور

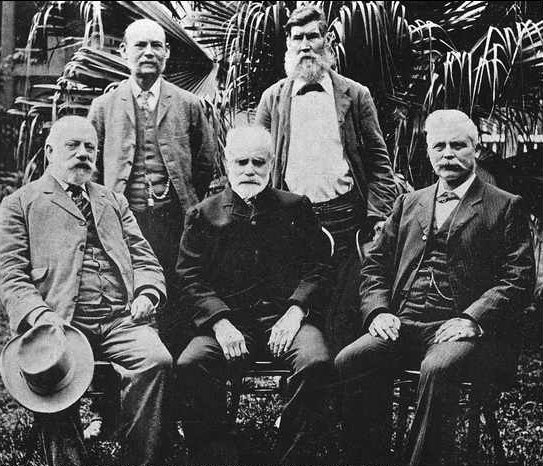
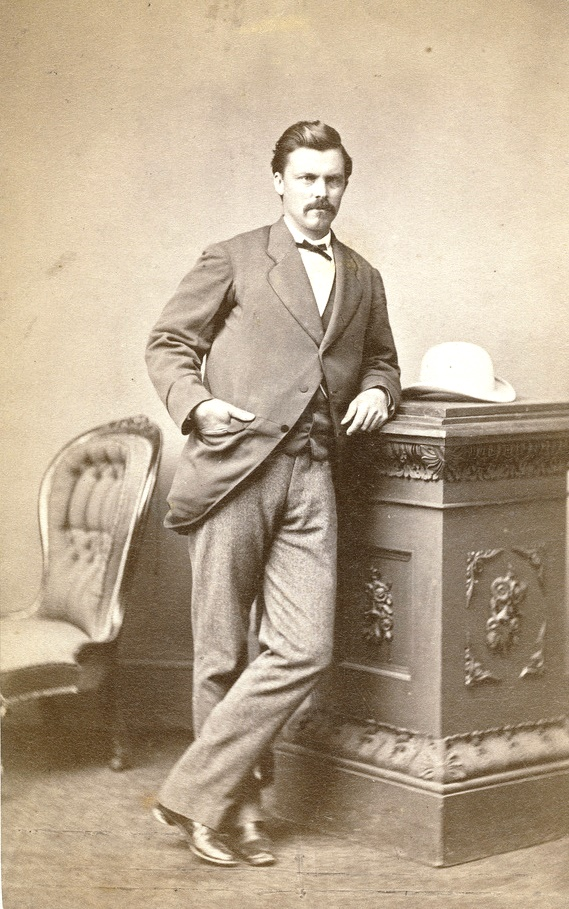
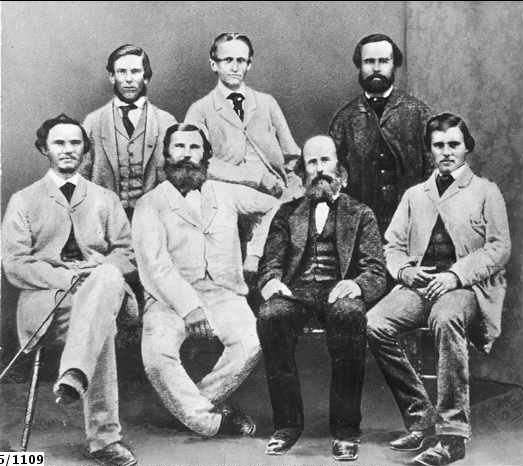
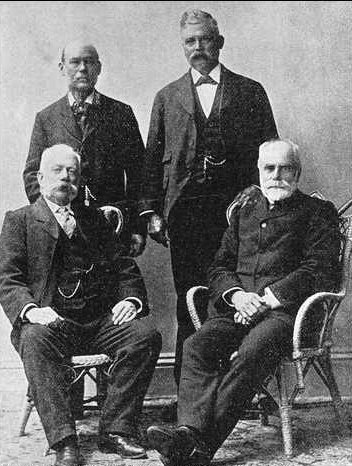